# Ron Kirk
Ronald Kirk (sinh ngày 27 tháng 6 năm 1954) là một luật sư người Mỹ, chính trị gia và là thành viên của Đảng Dân chủ Hoa Kỳ.
Sinh ra ở Austin, Texas, Kirk tốt nghiệp trường Trung học John H. Reagan của Austin, Cao đẳng Austin, và Trường Luật của Đại Học Texas. Từ 1994 đến 1995, Kirk làm thư ký bang Texas, cho đến khi ông được bầu làm Thị trưởng Dallas, nơi ông phục vụ từ năm 1995 đến năm 2002 và là người Mỹ gốc Phi đầu tiên nắm giữ một trong những vị trí đó. Ông đã điều hành cho Thượng viện Hoa Kỳ năm 2002, nhưng bị đánh bại bởi đối thủ đảng Cộng hòa John Cornyn. Sau khi thất bại, Kirk đã làm việc như một đối tác tại công ty luật Vinson & Elkins ở Houston và làm việc với tư cách là vận động hành lang cho Energy Future Holdings và Merrill Lynch.
Kirk được Tổng thống Barack Obama đề cử làm Đại diện Thương mại Hoa Kỳ vào ngày 18 tháng 3 năm 2009, và được Thượng viện Hoa Kỳ phê chuẩn trong một cuộc bỏ phiếu với tỷ lệ 92-5. Vào ngày 22 tháng 1 năm 2013, Kirk thông báo rằng ông sẽ từ chức Đại diện Thương mại Hoa Kỳ.

## Tiểu sử
Sinh ra ở Austin, Texas, Kirk là con út trong bốn đứa con; cha anh ta là một công nhân bưu điện của Hoa Kỳ và gia đình hoạt động chính trị. Ông lớn lên trong một cộng đồng da đen chủ yếu, và theo học các trường công lập của Austin. Anh là một nhà lãnh đạo ở trường trung học, và được bầu làm chủ tịch hội học sinh trong năm cuối cấp của mình tại John H. Reagan High School (Austin, Texas).
Kirk học tại Austin College, tốt nghiệp với bằng về khoa học chính trị và xã hội học năm 1976. Sau đó, anh đã nhập học trường Đại học Luật Texas. Khi nhận được bác sĩ luật của mình vào năm 1979, ông hành nghề luật cho đến năm 1981 khi ông rời làm việc tại văn phòng Thượng nghị sĩ Texas Lloyd Bentsen. Năm 1983, Kirk trở về Texas để vận động hành lang của cơ quan lập pháp tiểu bang ở Austin, đầu tiên là một luật sư với thành phố Dallas, và sau đó với một công ty luật.